# John Minton
Francis John Minton (Great Shelford, Cambridgeshire, 25 de desembre de 1917 – Londres, 20 de gener de 1957) va ser un pintor, il·lustrador, escenògraf i mestre anglès. Després d'estudiar a França, es ser mestre a Londres, i al mateix temps va continuar produint obres. A més de paisatges, retrats i altres quadres, alguns d'ells d'una escala inusualment gran, va guanyar reputació com a il·lustrador de llibres.
A mitjans de la dècada de 1950, Minton no va trobar simpatia amb la tendència abstracta que després es va anar posant de moda, i se sentia cada vegada més marginat. Va patir problemes psicològics, es va automedicar amb alcohol, i el 1957 es va suïcidar.

## Biografia

### Primers anys
Minton va ser el segon dels tres fills de Francis Minton, advocat, i la seva dona, Kate, nascuda amb el nom de Webb. De 1925 a 1932 va estudiar a Northcliff House (Bognor Regis, Sussex), i després des de 1932 fins a 1935 a l'escola de Reading (Berkshire). Va estudiar art a St John's Wood Art School a partir de 1935 fins a 1938 i va ser influenciat en gran manera pel seu company d'estudis Michael Ayrton, que li va encomanar l'entusiasme per l'obra de pintors neoromàntics francesos. Va passar vuit mesos estudiant a França, sovint acompanyat per Ayrton, i va tornar de París amb l'esclat de la Segona Guerra Mundial.
L'octubre de 1939 Minton es va registrar com a objector de consciència, però el 1941 va canviar d'opinió i es va unir a Royal Pioneer Corps. Va ser comissionat el 1943, però va ser donat d'alta per raons mèdiques el mateix any. A l'exèrcit, Minton dissenyava amb Ayrton el vestuari i l'escenografia per la producció de Macbeth (1942), de John Gielgud. La configuració de la peça la traslladava des del segle ix a "l'edat de missals il·luminats". The Manchester Guardian va afirmar que l'obra "s'hauria de recordar durant temps". En el mateix any, ell i Ayrton van dur a terme una exposició conjunta a les galeries Leicester de Londres. The Times va assegurar: "Es veu que el senyor Minton té un realisme ombrívol i encapotat, i molta intensitat de sentir el que expressa en colors foscos, tant en un curiós i eficaç autoretrat i en les pintures de carrers i edificis bombardejats". La propensió inicial de Minton per esquemes de color fosc es pot veure a Landscape at Les Baux (1939), a la Tate Gallery.

### Mestre, pintor i il·lustrador
De 1943 a 1946 Mintonva ensenyar il·lustració al Camberwell College of Arts, i des 1946 a1948 va estar a càrrec de les matèries de dibuix i la il·lustració a la Central School of Art and Design. Alhora, va continuar dibuixant i pintant, i va compartir un estudi durant alguns anys amb Robert Colquhoun i Robert MacBryde, i més tard amb Keith Vaughan. En una crítica d'una exposició de 1944, The Times va afirmar que Minton estava "clarament" en la tradició de Samuel Palmer, un fet observat amb freqüència per crítics posteriors. La producció de Minton era considerable. Entre 1945 i 1956 va tenir set exposicions individuals a la galeria Lefevre, malgrat la seva feina com a tutor de l'escola de pintura del Royal College of Art el 1949, un càrrec que va ocupar fins a l'any abans de la seva mort. L'aparença de Minton en aquest període es mostra en un retrat de 1952 de Lucian Freud, així com en autoretrats.
L'àmbit de Minton va ser ampli. Encara que se'l recorda com a il·lustrador, també va treballar en una escala molt gran, amb pintures inusualment grans per a l'exposició Dome of Discovery del Festival of Britain i "dues grans peces" pel Royal College of Art. També va elaborar per a la Royal Academy una enorme pintura dels soldats quadrats per a la túnica de Jesús, descrita per The Manchester Guardian com "una de les pintures més elaborades i importants amb un tema religiós produïdades de la guerra." Va dissenyar tèxtils i papers de paret, va produir cartells per a London Transport i Ealing Studios, i estava molt ben considerat com un pintor de retrats. Va pintar escenes de Gran Bretanya, des del món rural a la decadència urbana, i va viatjar a l'exterior, produint escenes de les Índies Occidentals, Espanya i el Marroc. The Times va escriure: "Fins i tot quan eren ostensiblement d'Espanya i Jamaica, els paisatges de Minton recordaven Samuel Palmer pel seu estat d'ànim. Eren densament estampats i exuberants de color, i sempre era la plenitud i la riquesa de l'escena que atreia la seva atenció i que pintava amb aquest gaudi evident".
La fama pòstuma de Minton és principalment com a il·lustrador. Moltes de les seves comissions per il·lustracions van venir a càrrec de l'editor John Lehmann. Els dos eren homosexuals, i era tanta la seva companyia que algunes persones pensaven que eren parella, tot i que el biògraf Artemis Cooper pensa que és poc probable. Per a Lehmann, Minton va il·lustrar A Book of Mediterranean Food i French Country Cooking (els dos primers llibres de cuina de l'escriptora Elizabeth David), llibres de viatges, com ara Time was Away – A Notebook in Corsica, d'Alan Ross, i ficció, entre ells The Commander Comes to Dine de Mario Soldati. Altres editors per a qui va il·lustrar llibres van ser Michael Joseph, Secker and Warburg i Rupert Hart-Davis.
Encara que Mintonva ser respectat tant per la conservadora Royal Academy i el modernista London Group, no va trobar simpatia amb la pintura abstracta que va començar a prevaler durant la dècada de 1950, i se sentia cada vegada apartat amb la moda actual. Va patir canvis d'humor extrems i es va convertir en alcohòlic. Es va llevar la vida el 1957 a la seva casa de Londres amb una sobredosi de pastilles per dormir.